# Reserva natural de Barguzín
La reserva natural de Barguzín o Barguzinski (en ruso, Баргузинский заповедник, Barguzinskii zapovédnik) es una reserva natural o zapovédnik ubicada en Buriatia (Rusia) en la ladera oeste de la cordillera Barguzín, incluyendo las orillas norestes del lago Baikal y una parte del propio lago. El nombre de la reserva y de la cordillera viene del río Barguzín.
La superficie de la reserva es de 2.482 km². Fue creada en el año 1916 para conservar e incrementar el número de la marta cibelina de Barguzín. Los paisajes montañosos y de taiga también se conservan. La reserva natural de Barguzín está habitada por alces, ciervos almizcleros (conocidos como kabarga), osos, Marmota camtschatica, tetraoninos, etc. Omules, corégonos, esturiones, tímalos, trucha taimen (таймень), lenoks (ленок) y otros peces aovan en los ríos de la reserva.